# Sancy (Sekwana i Marna)
Sancy – miejscowość i gmina we Francji, w regionie Île-de-France, w departamencie Sekwana i Marna.
Według danych na rok 1990 gminę zamieszkiwało 267 osób, a gęstość zaludnienia wynosiła 49 osób/km² (wśród 1287 gmin regionu Île-de-France Sancy plasuje się na 947. miejscu pod względem liczby ludności, natomiast pod względem powierzchni na miejscu 646.).